# Ghjacumu Santu Versini
Ghjacumu Santu Versini (Marignana, 1867 - Ajaccio, 1922) és un escriptor cors. Treballà com a professor d'institut a Marignana i adoptà el sobrenom literari de Buscagliolu. Amb Saveriu Paoli va fundar a Marsella la revista A Cispra el març de 1914, que es feia ressò de la primera reivindicació nacionalista corsa. Fou clausurada en començar la Primera Guerra Mundial.